# Liste der Stolpersteine im Bezirk Bruck-Mürzzuschlag

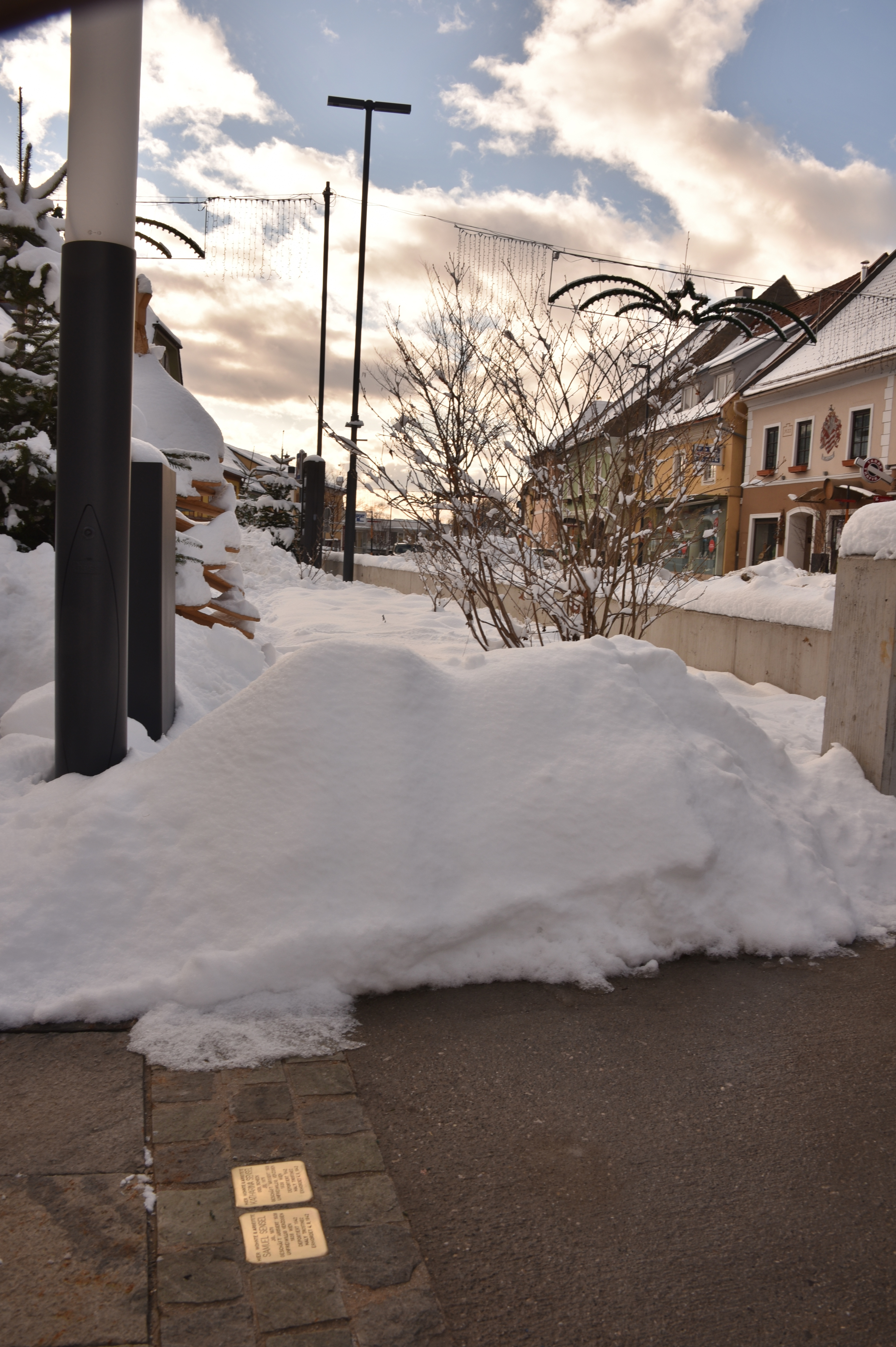
Stolpersteine für das Ehepaar Sensel

Die Liste der Stolpersteine im Bezirk Bruck-Mürzzuschlag enthält Stolpersteine, die an das Schicksal der Menschen erinnern, die von den Nationalsozialisten im Bezirk Bruck-Mürzzuschlag ermordet, deportiert, vertrieben oder in den Suizid getrieben wurden. Die Stolpersteine liegen im Regelfall vor dem letzten selbstgewählten Wohnsitz des Opfers.
Die erste Verlegung in diesem Bezirk erfolgte in Kindberg am 8. November 2021, zur Erinnerung an die Novemberpogrome von 1938.

## Liste der Stolpersteine

### Bruck an der Mur
In Bruck an der Mur wurden vier Stolpersteine an einer Adresse verlegt.
| Stolperstein | Inschrift | Verlegeort           | Name, Leben                                     |
| ------------ | --- | -------------------- | ----------------------------------------------- |
|              | HIER WOHNTE ANNA HOFMANN JG. 1891 UNFREIWILLIG VERZOGEN 1939 WIEN DEPORTIERT 1942 IZBICA ERMORDET                                                     | Herzog-Ernst-Gasse 7 | Anna Hofmann (1891–1942/45)                     |
|              | HIER WOHNTE JOHANNA HOFMANN GEB. STÖHR JG. 1866 GESCHÄFT 'ARISIERT' UNFREIWILLIG VERZOGEN 1938 WIEN DEPORTIERT 1942 THERESIENSTADT ERMORDET 26.9.1942 | Herzog-Ernst-Gasse 7 | Johanna Hofmann, geborene Stöhr, (1891–1942/45) |
|              | HIER WOHNTE JOSEF HOFMANN JG. 1893 UNFREIWILLIG VERZOGEN 1940 WIEN FLUCHT 1940 RUMÄNIEN, MAURITIUS, PALÄSTINA                                         | Herzog-Ernst-Gasse 7 | Josef Hofmann (1893–)                           |
|              | HIER WOHNTE SIEGMUND HOFMANN JG. 1895 UNFREIWILLIG VERZOGEN 1938 WIEN FLUCHT 1939 ITALIEN ERMORDET                                                    | Herzog-Ernst-Gasse 7 | Siegmund Hofmann (1895–1939/45)                 |

### Kindberg
In der Fußgängerzone von Kindberg wurden nebeneinander zwei Stolpersteine verlegt. Sie sind zwei Mitgliedern der damals einzigen jüdischen Familie der Stadt gewidmet.
| Stolperstein | Inschrift | Verlegeort     | Name, Leben |
| ------------ | --- | -------------- | --- |
|              | HIER WOHNTE U. ARBEITETE KATHARINA SENSEL GEB. SCHECK JG. 1879 GESCHÄFT 'ARISIERT' 1938 UNFREIWILLIG VERZOGEN 1938 WIEN DEPORTIERT 1942 MALY TROSTINEC ERMORDET 4.9.1942 | Hauptstraße 65 | Katharina Sensel, geborene Scheck, wurde am 11. November 1879 im böhmischen Sonnberg, heute Žumberk, geboren. Ihre Eltern waren Ignatz Scheck und Rosa geb. Schneider. Sie verdingte sich als Handarbeiterin, lernte den aus Ungarn stammenden, in Böhmen arbeitenden Samuel Sensel kennen und heiratete ihn 1905. Das Paar übersiedelte im selben Jahr nach Kindberg, wo ihr Mann ein Geschäft eröffnete. Sie bekamen die Paula (geboren 1906), Erwin (geboren 1907) und Oskar (geboren 1911). Ihr Mann war geschäftlich sehr rege und auch Katharina Sensel war im Betrieb tätig, insbesondere während des Kriegsdienstes des Ehemannes im Ersten Weltkrieg. 1919 erwarb die Familie die Heimatzugehörigkeit, 1922 ein Haus in Kapfenberg, in dem eine Filiale eröffnet wurde. Nach dem Anschluss Österreichs im März 1938 wurde ihr Besitz arisiert, das Ehepaar zwangsweise nach Wien übersiedelt, eine Flucht war nicht mehr möglich. Im August 1942 erfolgte die Deportation in das Vernichtungslager Maly Trostinez. Katharina Sensel und ihr Mann wurden dort am 4. September 1942. ermordet. Auch ihre Tochter Paula und deren Ehemann wurden im Zuge der Shoah ermordet. Die Söhne, Schwiegertöchter und der Enkel überlebten. 1948 wurde in Caracas ein zweiter Enkel geboren. |
|              | HIER WOHNTE U. ARBEITETE SAMUEL SENSEL JG. 1878 GESCHÄFT 'ARISIERT' 1938 UNFREIWILLIG VERZOGEN 1938 WIEN DEPORTIERT 1942 MALY TROSTINEC ERMORDET 4.9.1942                | Hauptstraße 65 | Samuel Sensel wurde am 14. November 1878 als Sohn von Moritz und Netti, geb. Terker in Szucsán geboren. Er arbeitete als Geschäftsleiter in Böhmen, lernte Käthe Scheck kennen und heiratete sie 1905. Am 1. September desselben Jahres eröffnete Samuel Sensel eine Gemischtwarenhandlung im Haus Hauptstraße 15 in Kindberg, genannt Warenhalle zum Arbeiter. Er bot eine Vielzahl von Waren an und bildete mehrere Lehrlinge aus. Er vertrieb unter anderem das Hammerbrot aus einer bekannten Großbäckerei der Wiener Arbeiterschaft. 1906 übersiedelte das Geschäft in das Haus Hauptstraße 25. 1919 erwarb die Familie die Heimatzugehörigkeit, 1922 ein Haus in Kapfenberg, in dem eine Filiale eröffnet wurde. Samuel Sensel trat der Sozialdemokratischen Partei bei und engagierte sich in Vereinen der Stadt. 1924 und 1934 folgten nochmals Übersiedlungen von Geschäft und Wohnung in größere Räumlichkeiten, zuerst in das Haus Hauptstraße 49, dann nach Hausnummer 65. Dort fand die Familie ihr letztes Domizil vor der Machtergreifung der Nationalsozialisten in Österreich im März 1938. Der Besitz wurde arisiert, das Ehepaar zwangsweise nach Wien übersiedelt; eine Flucht gelang nicht mehr. Im August 1942 erfolgte die Deportation in das Vernichtungslager Maly Trostinez. Samuel Sensel und seine Frau wurden dort am 4. September 1942 ermordet Zwei der drei Kinder überlebten im Exil. |

#### Schicksal der Kinder
Die Erstgeborene, Paula, auch Pauline, heiratete 1937 den ebenfalls jüdischen Kaufmann Franz Wellisch (geboren 1891 in Sopron) und zog zu ihm nach St. Pölten. Die Eheleute unternahmen einen Fluchtversuch nach Rákospalota, wurden jedoch verhaftet und im Budapester Ghetto inhaftiert. Am 8. Juli 1944 wurden die Eheleute laut DÖW von Budapest nach Auschwitz deportiert, wo sie mutmaßlich getrennt wurden, denn am 18. Juli 1944 wurde der Ehemann nach Buchenwald überstellt. Beide haben die Shoah nicht überlebt.
Die beiden Söhne hingegen konnten flüchten und die Shoah im Exil überleben. Erwin, der ältere Sohn, wurde ebenfalls Kaufmann, heiratete 1934 Elsa Fischer, die aus Eggenburg stammte, und zog mit ihr nach Kapfenberg. Die Eltern übertrugen ihm Haus und Geschäft. Die Eheleute wurden nach dem Einmarsch der Nationalsozialisten schikaniert und diskriminiert, so dass sie sich entschlossen, im Juli 1938 das Geschäft und im August 1939 das Haus weit unter Wert zu verkaufen. Im Dezember 1938 übersiedelten Erwin und Elsa Sensel nach Wien, um die Emigration vorzubereiten. Erwin Sensel gelang die Flucht nach Venezuela, seine Frau konnte nachkommen. 1948 kam Sohn Enrique zur Welt. Erwin Sensel starb 2010, im Alter von 103 Jahren.
Während seine älteren Geschwister die achtjährige Volksschule in Kindberg absolvierten, konnte Oskar nach dem fünften Jahr in die dreijährige Bürgerschule in Bruck an der Mur wechseln. Er wurde Elektriker und wanderte 1933 nach Palästina aus. 1935 heiratete er in Petach Tikwa Mathilde Kermann aus der polnischen Stadt Łódź. Im selben Jahr kam der gemeinsame Sohn Maximilian, später Mosche David, in Herzlia zur Welt. Es ist nicht bekannt, warum Oskar Sensel mit Frau und Kind nach Österreich zurückkehrte. Ende 1938 war er jedenfalls – wie seine Eltern, wie sein Bruder und dessen Frau – in Wien, nunmehr zur Emigration gezwungen. Er kehrte nach Palästina zurück, Frau und Sohn kamen nach.

#### Aussöhnungsarbeit

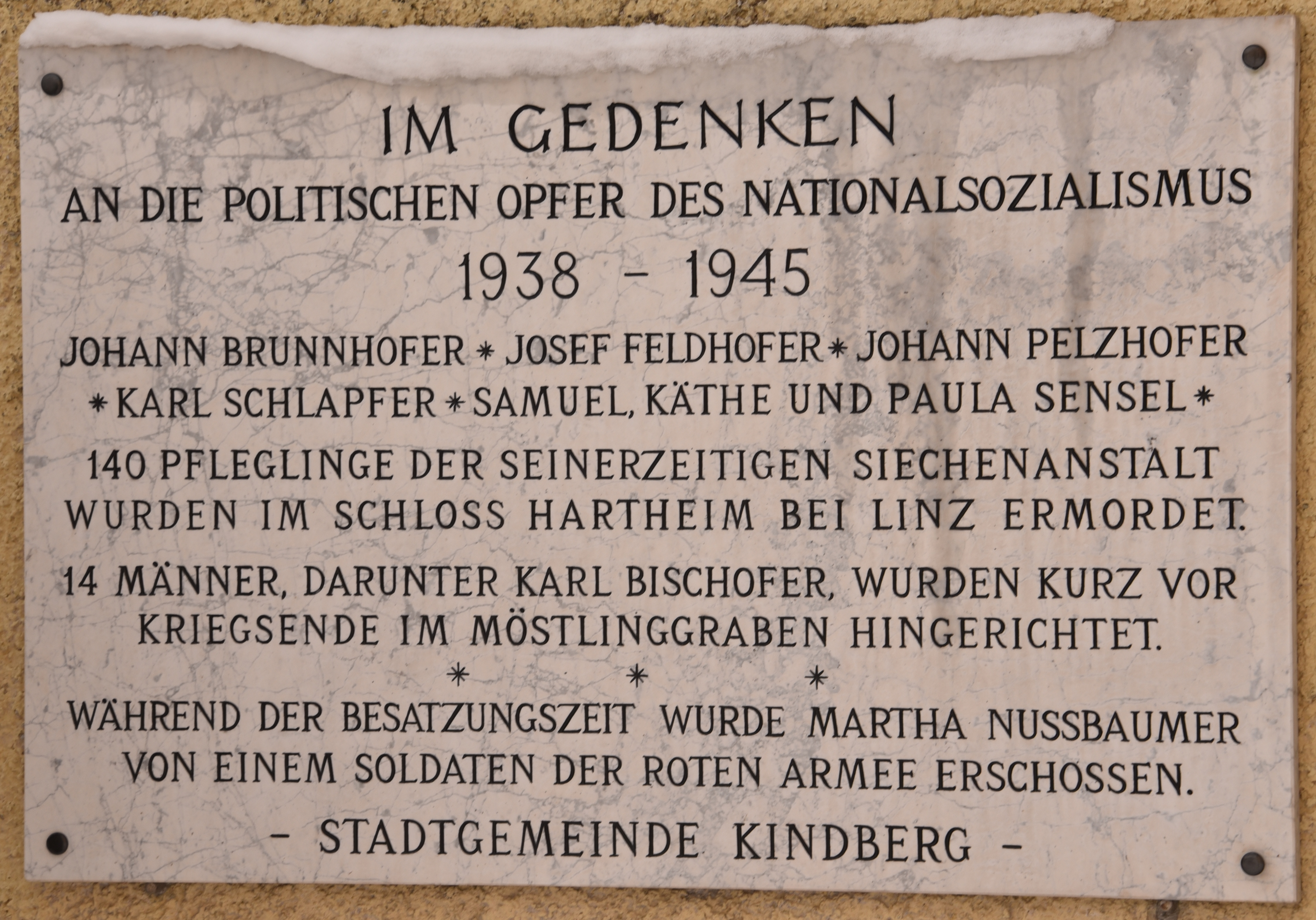
Gedenktafel

Die geraubten Immobilien wurden relativ rasch – 1948 Kapfenberg, 1949 Kindberg – den Brüdern restituiert. In der Folge verkauften sie diese, denn beide hatten nicht den Wunsch, nach Österreich zurückzukehren. Das Bemühen um Würdigung der Opfer und Aussöhnung mit den Überlebenden hingegen ließ auf sich warten. Am 8. Mai 1992 wurde direkt neben der Kriegerdenkmalanlage vor der Pfarrkirche eine Gedenktafel in Erinnerung an die NS-Opfer der Region angebracht. Auf dieser Tafel wird vor allem der 140 Menschen mit Behinderung gedacht, die in der NS-Zeit aus der Kindberger Siechenanstalt verschleppt und in der Tötungsanstalt auf Schloss Hartheim ermordet wurden. Es sind aber auch die Namen Käthe, Paula und Samuel Sensel als Opfer eingraviert. Er gab damals Widerstand gegen diese Form des Gedenkens. Im Jahre 2008, Erwin Sensel war in Caracas ausfindig gemacht worden, wurde ihm das Goldene Ehrenzeichen des Landes Steiermark und die Ehrenbürgerschaft von Kindberg verliehen. Er nahm an, doch hatte er im Jahr zuvor seinen 100. Geburtstag gehabt und war daher nicht mehr imstande oder willens, nach Österreich zu reisen. Der damalige Bürgermeister von Kindberg, Karl Hofmeister, und die beiden Vizebürgermeister reisten daraufhin nach Venezuela, um die Ehrung persönlich vorzunehmen. Landeshauptmann Voves sandte eine Videobotschaft. Der Geehrte dankte auf seine Art, er sang den Erzherzog-Johann-Jodler.

## Verlegungen
In Kindberg wurde durch den Historiker Alexander Schein die Geschichte der Familie Sensel aufgearbeitet. Die Verlegung erfolgte ohne Gunter Demnig am 8. November 2021 durch Bürgermeister Christian Sander, Stadträtin Judith Doppelreiter und Initiatorin Gertrude Zöscher.
Die Verlegung in Bruck an der Mur erfolgte am 14. November 2022.